# Tartessus fieberi
Tartessus fieberi är en insektsart som beskrevs av Carl Stål 1865. Tartessus fieberi ingår i släktet Tartessus och familjen dvärgstritar.

## Underarter
Arten delas in i följande underarter:
- T. f. acutangulus
- T. f. sycophantus